# Cora Cove
Cora Cove är en vik på Desolation Island, Sydshetlandsöarna.